# Nazario Moreno González
Nazario Moreno González (Apatzingán, Michoacán, 8 de marzo de 1970-Tumbiscatío, Michoacán, 9 de marzo de 2014) fue un narcotraficante mexicano, líder del cártel de droga Los Caballeros Templarios y La Familia Michoacana.

## Biografía
Fue arrestado por primera vez en 1994 en McAllen, Texas, por introducir marihuana a la ciudad estadounidense bajo las órdenes de Carlos Alberto Rosales, alias El Tísico socio de Osiel Cárdenas y operador del Cártel del Golfo.
En 2003 fue acusado en la misma ciudad por narcotráfico. Logró evadir a la justicia estadounidense y volvió a su país natal, trasladándose a Michoacán, donde comenzó a despuntar su carrera como líder de La familia michoacana. Posteriormente tras la "primera muerte" de Nazario surgió un nuevo movimiento al cual se lo denominó "Los caballeros templarios", el cual era liderado por Servando Gómez y el Chayo.
Sicarios y narcotraficantes detenidos aseguran que El Chayo se dedicaba a adoctrinar con pasajes bíblicos a miembros de la organización, quienes reclutaban en casas para el tratamiento de adicciones. A los adictos reclutados se les prohibía consumir drogas y alcohol, y participaban en sesiones de oración y prácticas de tiro. Al concluir este adiestramiento eran considerados miembros de La Familia Michoacana.
El gobierno federal llegó a ofrecer una recompensa de 2.4 millones de dólares a quien ofreciera información verídica que llevara a la captura de "El Chayo" a quien recientemente se lo había vinculado al asesinato de 12 policías federales en agosto del 2009.

### Supuesta muerte
El gobierno mexicano reportó que Nazario Moreno había fallecido en Michoacán el 9 de diciembre de 2010 durante un tiroteo con la Armada de México. El tiroteo habría durado alrededor de dos días cuando hombres armados de La Familia Michoacana atacaron a agentes de la Policía Federal en la ciudad de Apatzingán y usaron vehículos como barricadas para evitar que la Policía Federal pudiera recibir refuerzos.
Sin embargo esta versión no pudo ser confirmada debido a que el presuntamente el cuerpo de Nazario Moreno fue retirado por miembros del grupo criminal antes de que las autoridades pudieran llevar a cabo su identificación.
A partir de entonces numerosas versiones señalaron que Nazario se encontraba vivo y operando junto con Servando Gómez "La Tuta" como uno de los dos principales dirigentes de Los Caballeros Templarios.

## Muerte
Nazario Moreno González murió en un enfrentamiento con la Armada de México en el municipio de Tumbiscatío, Michoacán. La armada de México llevó a cabo el Operativo Lince para capturar a "El Chayo" en la sierra de Tumbiscatío,  Michoacán. El 3 de marzo de 2014, se les escapó en la sierra de Tumbiscatío, un cuerpo de elite de 53 marinos llevó un operativo para detenerlo, mientras que cientos de elementos militares estableció un cerco de cientos de elementos para que el narcotraficante no pudiera salir en las zonas delimitadas en los municipios de Apaztingán, Zicuiran, Aguililla, Tumbiscatío y Arteaga.
El 4 de marzo descubrieron un arsenal propiedad del "El Chayo" enterrado en la sierra una enorme cantidad de armas y explosivos en tambos, "El Chayo" buscaba llevar actos de sabotaje contra instalaciones del gobierno y contra puentes. El 6 de marzo descubrieron una cueva que se presume era en centro de reunión de los templarios, dentro de una camioneta Tacoma, un informante olvidó su radio al escapar, donde escucharon la conversación de los templarios y le dijeron el lugar donde se llevaría a cabo una comida para celebrar su festejo de cumpleaños 44. Los federales descubrieron un campamento donde se refugiaba Nazario Moreno "El Chayo". El 9 de marzo a las 4:30 AM las autoridades federales detectaron a un hombre en mula. Los elementos de la marina armada de México y el ejército mexicano le marcaron el alto, el capo se negó a detenerse y, con la mula galopando, empezó a disparar contra los militares que a su vez le dispararon a él que cayó abatido.
Su identidad fue aparentemente confirmada por las huellas digitales que el gobierno tenía en su cartilla de servicio militar.